# Qualificazioni al campionato mondiale di calcio 2014 - CAF - Seconda fase, gruppo E

## Classifica
| Squadre        | P.ti | G | V | N | P | GF | GS | DR |
| -------------- | ---- | - | - | - | - | -- | -- | -- |
| Burkina Faso   | 12   | 6 | 4 | 0 | 2 | 7  | 4  | +3 |
| Rep. del Congo | 11   | 6 | 3 | 2 | 1 | 7  | 3  | +4 |
| Gabon          | 7    | 6 | 2 | 1 | 3 | 5  | 6  | -1 |
| Niger          | 4    | 6 | 1 | 1 | 4 | 6  | 12 | -6 |

## Risultati
| Ouagadougou 2 giugno 2012, ore 18:00 UTC | Burkina Faso       | 0 – 3 a tavolino referto | Rep. del Congo | Stade du 4-Août (23.904 spett.)\| Arbitro: \| Bouchaïb El Ahrach \| |
| Arbitro:                                 | Bouchaïb El Ahrach |                          |                |                                                                     |

| Niamey 3 giugno 2012, ore 16:00 UTC+1 | Niger           | 3 – 0 a tavolino referto | Gabon | Stade Général Seyni Kountché (20.000 spett.)\| Arbitro: \| Djamel Haimoudi \| |
| Arbitro:                              | Djamel Haimoudi |                          |       |                                                                               |

| Arbitro: | Hudu Munyemana |

|             |           |  |
| Malonga 89’ | Marcatori |  |

| Arbitro: | Ousmane Fall |

|             |           |  |
| Ebanega 57’ | Marcatori |  |

| Arbitro: | Noumandiez Doué |

|                                               |           |  |
| Pitroipa 3’ Bancé 34’ Kaboré 77’ Nakoulma 86’ | Marcatori |  |

| Arbitro: | Bakary Gassama |

|           |           |  |
| Samba 61’ | Marcatori |  |

| Franceville 8 giugno 2013, ore 15:30 UTC+1 | Gabon        | 0 – 0 referto | Rep. del Congo | Stade de Franceville\| Arbitro: \| Ghead Grisha \| |
| Arbitro:                                   | Ghead Grisha |               |                |                                                    |

| Arbitro: | Tessema Bamlak |

|  |           |              |
|  | Marcatori | 80’ Pitroipa |

| Arbitro: | Rainhold Shikongo |

|  |           |           |
|  | Marcatori | 38’ Bancé |

| Arbitro: | Samuel Chirindza |

|                                                             |           |         |
| Aubameyang 42’ (rig.), 87’ (rig.), 90+7’ (rig.) Manga 90+6’ | Marcatori | 14’ Ali |

| Arbitro: | Rajindraparsad Seechurn |

|              |           |  |
| Nakoulma 54’ | Marcatori |  |

| Arbitro: | Koman Coulibaly |

|                       |           |                            |
| Cissé 34’ Kamilou 70’ | Marcatori | 66’ N'Guessi 76’ Kapolongo |